# Thiên Đường (Hồi giáo)
Trong Hồi giáo, Jannah (tiếng Ả Rập: جنّة Jannah; số nhiều: Jannat tiếng Thổ Nhĩ Kỳ: Cennet), nghĩa là "vườn", là nơi ở cuối cùng của chính nghĩa, nơi nó được chia thành nhiều khu vườn, và tín đồ Hồi giáo, nhưng cũng là Vườn địa đàng, nơi Adam và Hawwa cư ngụ được gọi Jannah. Firdaws (tiếng Ả Rập: فردوس) là thuật ngữ nghĩa đen thiên đường, nhưng Kinh Qur'an thường sử dụng thuật ngữ  Jannah  tượng trưng cho thiên đường. Tuy nhiên "Firdaus" cũng chỉ định tầng cao nhất của thiên đường.
Ngược lại với Jannah, các từ Jahannam và Nār-ka được sử dụng để chỉ khái niệm địa ngục. Có nhiều từ trong tiếng Ả Rập cho cả Thiên đường và Địa ngục và những từ đó cũng xuất hiện trong Kinh Qur'an và hadith. Hầu hết trong số chúng đã trở thành một phần của truyền thống Hồi giáo.
Jannah thường được so sánh với các khái niệm Kitô giáo về Thiên đường.